# McDonald's Burnie International 2009
Il McDonald's Burnie International 2009 è stato un torneo professionistico di tennis maschile giocato sul cemento, che faceva parte dell'ATP Challenger Tour 2009. Si è giocato a Burnie in Australia dal 2 all'8 febbraio 2009.

## Partecipanti

### Teste di serie
| Nazionalità | Giocatore         | Ranking* | Testa di serie |
| ----------- | ----------------- | -------- | -------------- |
| Australia   | Peter Luczak      | 157      | 1              |
| Australia   | Robert Smeets     | 196      | 2              |
| Slovenia    | Grega Žemlja      | 197      | 3              |
| Australia   | Brydan Klein      | 248      | 4              |
| Australia   | Colin Ebelthite   | 253      | 5              |
| Australia   | Joseph Sirianni   | 257      | 6              |
| Slovenia    | Blaž Kavčič       | 286      | 7              |
| Australia   | Marinko Matosevic | 295      | 8              |

- Ranking al 19 gennaio 2009.

### Altri partecipanti
Giocatori che hanno ricevuto una wild card:
- Brendan McKenzie
- John Millman
- Matt Reid
- Bernard Tomić

Giocatori passati dalle qualificazioni:
- Kaden Hensel
- Adam Hubble
- Sadik Kadir
- Dane Propoggia

## Campioni

### Singolare maschile
Brydan Klein ha battuto in finale  Grega Žemlja con il punteggio di 6–3, 6–3

### Doppio maschile
Miles Armstrong /  Sadik Kadir hanno battuto in finale  Peter Luczak /  Robert Smeets con il punteggio di 6–3, 3–6, [10–7]